# Aerolloyd Iguassu
Aerolloyd Iguassu S.A. foi uma companhia aérea com sede na cidade de Curitiba.

## História
Fundada nos primeiros meses do ano de 1933, a Aerolloyd Iguassu era de propriedade de uma das maiores empresas paranaense do século XX, a Matte Leão (razão social, Leão Júnior S.A.), começando a operar (viagem inaugural) em 20 de julho de 1933 na rota Curitiba - São Paulo, com saídas do Aeroporto do Bacacheri, o primeiro da cidade (o Aeroporto Afonso Pena só seria construído em 1944).
Após alguns anos, a empresa fechou um contrato com o Departamento de Aeronáutica Civil (departamento ligado ao então Ministério da Viação e Obras Públicas) para operar voos ao estado de Santa Catarina, ligando Curitiba as cidades de Joinville, Florianópolis e Itajaí.
Operando, inicialmente, com duas aeronaves Klemm KI 31 A (prefixos: PP-IAA e PP-IAB), em 1934 a frota da Iguassu foi ampliada com a aquisição de três aeronaves modelo Stinson Reliant da fabricante Stinson Aircraft Company..
Em meios a dificuldades técnicas (falta de pilotos experientes, rotas com mudanças climáticas frequentes, ocasionando cancelamento de viagens, e falta de mecânicos especializados) e o seu custo operacional não sendo coberto pelas receitas, a empresa Matte Leão vendeu para a Vasp toda a estrutura operacional e os contratos de rotas e a Aerolloyd Iguassu deixou de existir a partir de 28 de outubro de 1939.

## Frota

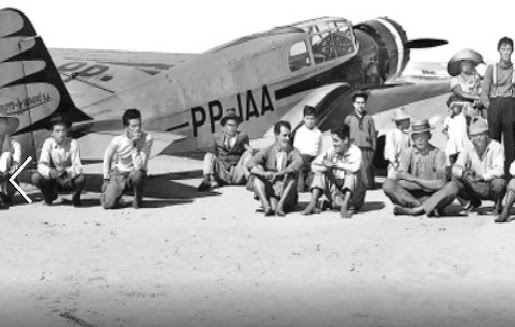
Um Klemm Kl 31 da Aerolloyd Iguassu

A frota da Aerolloyd Iguassu consistia nas seguintes aeronaves:
| Aeronaves       | Em Serviço | Ordens | Passageiros | Notas |
| --------------- | ---------- | ------ | ----------- | ----- |
| Stinson Reliant | 3          | –      | 5           |       |
| Klemm Kl 31 A   | 2          | –      | 3           |       |
| Total           | 5          | 0      |             |       |